# Lars Nielsen
Lars Nielsen, född den 3 november 1960 i Köpenhamn i Danmark, är en dansk roddare.
Han tog OS-brons i fyra utan styrman i samband med de olympiska roddtävlingarna 1984 i Los Angeles.